# パラリンピック殿堂
パラリンピック殿堂（パラリンピックでんどう、Paralympic Hall of Fame）は、優れた競技能力を発揮し、フェアプレー精神で貢献した選手・監督を表彰するために国際パラリンピック委員会（IPC）が2006年に制定した仮想の殿堂。

## 概要
2010年からVISAが後援している。各国の国内パラリンピック委員会、国際障害者スポーツ組織等による推薦が行われ、IPC理事会が受賞者を決定する。2年に1回発表され、受賞者の発表は当該年のパラリンピックの開幕前に発表される。殿堂はインターネット上の仮想の殿堂であるとされる。

## 歴代受賞者
2006年
- ユーコ・グリップ（英語版）
- ウラ・レンバル（英語版）（コーチ）
- アネミー・シュナイダー（英語版）

2008年
- コニー・ハンセン（英語版）
- クラウディア・ヘングスト（英語版）
- ピーター・ホーマン（英語版）
- アンドレ・ヴィガー（英語版）
- ケビン・マッキントッシュ（英語版）（コーチ）

2010年
- ターニャ・カリ（英語版）
- クリス・ワデル（英語版）
- Rolf Hettich（コーチ）

2012年
- ルイーズ・ソヴァージュ（英語版）
- トリシャ・ツォルン（英語版）
- ロベルト・マルソン（英語版）
- フランク・ポンタ（英語版）
- クリス・ホームズ（英語版）

2014年
- ジョン・クレーメルマイヤー（英語版）
- Eric Villalon Fuentes
- ベレーナ・ベンテレ

2016年
- 河合純一
- シャンタル・プチクレール
- フランツ・ニートリスパック（英語版）
- ネロリ・フェアホール
- マーティン・モース（英語版）（コーチ）